# Futbolen Klub Vitoša Bistrica
Il Futbolen Klub Vitoša Bistrica (in bulgaro Футболен клуб Витоша Бистрица, secondo la traslitterazione anglosassone FK Vitosha Bistritsa) è una società calcistica bulgara con sede a Bistrica, villaggio nei pressi di Sofia situato sul massiccio della Vitoša, da cui la squadra prende il nome. Milita nella Treta liga, la terza serie del campionato bulgaro di calcio.

## Storia
Il club viene fondato nel 1958. Milita nelle divisioni regionali fino al 2007, quando viene promosso nella terza divisione.
Nel 2012 vince la coppa dilettantistica bulgara, vincendo la finale per 2-1 contro il Dve Mogili. L'anno successivo viene promosso per la prima volta in seconda divisione.
Nella stagione 2015-2016 il club si piazza secondo, dietro alla capolista CSKA Sofia, ma, vista la creazione di una nuova seconda lega, viene promosso proprio in quest'ultima.
Il 3 giugno 2017 vince lo spareggio promozione-retrocessione contro il Nafteks Burgas e ottiene la promozione in prima divisione.
Nella stagione 2017-2018 termina il campionato all'ultimo posto in classifica. Riesce però a rimanere nella massima divisione vincendo per 6-4 ai tiri di rigore lo spareggio contro il Lokomotiv Sofia, club che milita nella seconda divisione. Seguono due salvezze consecutive grazie a due tredicesimi posti, mentre nel 2019-2020 la squadra retrocede in seconda divisione a causa dell'ultimo posto, ancor prima dell'inizio della poule retrocessione.
Concluso il triennio in massima serie, il club, alle prese con una serie di problemi finanziari, decide di mantenere attivo il solo settore giovanile e il 28 settembre 2020 si scioglie, venendo escluso dal campionato cadetto a stagione in corso. Il 25 maggio 2021 la squadra annuncia il ritorno come compagine di terza serie, sotto la guida del tecnico Nikolaj Hristozov e con una rosa formata prevalentemente da giovani. Nel 2021-2022 ottiene la promozione in seconda serie, da cui retrocede l'anno seguente.

## Cronistoria recente
| 2010-11                                                                                                | V gruppo (III)  | 3  | 27 | 4  | 7  | 70 | 24 | 85 | non qualificata  |
| 2011-12                                                                                                | V gruppo        | 6  | 19 | 4  | 13 | 53 | 36 | 61 | non qualificata  |
| 2012-13                                                                                                | V gruppo        | 2  | 22 | 5  | 3  | 52 | 10 | 71 | non qualificata  |
| 2013-14                                                                                                | Gruppo B (II)   | 11 | 7  | 7  | 12 | 22 | 24 | 28 | secondo turno    |
| 2014-15                                                                                                | V gruppo (III)  | 4  | 18 | 6  | 6  | 57 | 22 | 60 | non qualificata  |
| 2015-16                                                                                                | V gruppo        | 2  | 23 | 5  | 4  | 72 | 16 | 74 | non qualificata  |
| 2016-17                                                                                                | Vtora liga (II) | 3  | 15 | 8  | 7  | 37 | 23 | 53 | primo turno      |
| 2017-18                                                                                                | Părva liga (I)  | 13 | 2  | 11 | 24 | 22 | 68 | 17 | primo turno      |
| 2018-19                                                                                                | Părva liga      | 13 | 13 | 5  | 19 | 35 | 50 | 44 | secondo turno    |
| 2019-20                                                                                                | Părva liga      | 14 | 1  | 3  | 22 | 15 | 54 | 6  | ottavi di finale |
| 2020-21                                                                                                | Vtora liga      | -  | -  | -  | -  | -  | -  |    |                  |
| 2021-22                                                                                                | Treta liga      | 2  | 24 | 9  | 5  | 81 | 25 | 81 | primo turno      |
| 2022-23                                                                                                | Vtora liga      | 17 | 9  | 9  | 16 | 34 | 50 | 36 | ottavi di finale |
| in verde le stagioni terminate con la promozione, in rosso le stagioni terminate con la retrocessione. |                 |    |    |    |    |    |    |    |                  |

## Organico

### Rosa 2022-2023
Aggiornata al 1º maggio 2023.
| N. |                     | Ruolo | Calciatore               |
| -- | ------------------- | ----- | ------------------------ |
| 4  | Bulgaria (bandiera) | D     | Ivo Harizanov            |
| 5  | Bulgaria (bandiera) | D     | Giulio Charlov           |
| 6  | Bulgaria (bandiera) | D     | Teodor Dimitrov          |
| 7  | Bulgaria (bandiera) | C     | Kristiyan Kochilov       |
| 8  | Bulgaria (bandiera) | C     | Kiril Yanakiev           |
| 10 | Bulgaria (bandiera) | C     | Georgi Amzin             |
| 11 | Bulgaria (bandiera) | D     | Steven Slavkov           |
| 12 | Bulgaria (bandiera) | P     | Tsvetelin Stavrev        |
| 16 | Bulgaria (bandiera) | D     | Martin Fotirov           |
| 18 | Bulgaria (bandiera) | C     | Stanislav Petrov         |
| 22 | Bulgaria (bandiera) | C     | Krasimir Panchev         |
| 23 | Bulgaria (bandiera) | A     | Emil Gargorov (capitano) |

| N. |                     | Ruolo | Calciatore         |
| -- | ------------------- | ----- | ------------------ |
| 24 | Bulgaria (bandiera) | D     | Kristiyan Dimitrov |
| 25 | Bulgaria (bandiera) | P     | Kaloyan Petkov     |
| 27 | Bulgaria (bandiera) | D     | Slavi Paskalev     |
| 41 | Bulgaria (bandiera) | A     | Deyan Hristov      |
| 77 | Bulgaria (bandiera) | D     | Plamen Krumov      |
| 77 | Bulgaria (bandiera) | A     | Tsvetomir Vachev   |
| 80 | Bulgaria (bandiera) | C     | Martin Stankev     |
| 86 | Bulgaria (bandiera) | A     | Valeri Bojinov     |
| 88 | Bulgaria (bandiera) | C     | David Ganchev      |
| 99 | Bulgaria (bandiera) | A     | Hristiyan Dimitrov |
| -  | Bulgaria (bandiera) | D     | Kristiyan Uzunov   |

## Palmarès

### Competizioni nazionali
- Coppa di Bulgaria dilettanti: 2

2011-2012, 2021-2022

### Altri piazzamenti
- Campionato bulgaro di seconda divisione:

Terzo posto: 2016-2017
- Campionato bulgaro di terza divisione:

Secondo posto: 2012-2013, 2015-2016
Terzo posto: 2010-2011